# Campbellkricka
Campbellkricka (Anas nesiotis) är en hotad flygoförmögen andfågel som är endemisk för de nyzeeländska Campbellöarna.

## Utseende
Campbellkrickan är en liten (48 centimeter), mörkbrun and. Den är liksom sin nära släkting aucklandkricka (Anas aucklandica) flygoförmögen. Typiskt är det bruna fläckiga bröstet och den vita fläcken kring ögat. Hane i häckningsdräkt har även ett grönglansigt huvud. Vidare syns ett smalt vitt halsband och en vit fläck på flanken.

## Utbredning och systematik
Den förekommer endast naturligt på Dent Island i ögruppen Campbellöarna där den återupptäcktes 1975 efter att ha ansetts vara utrotad från huvudön Campbell Island. Individer uppfödda i fångenskap har även införts till Whenua Hou och huvudön Campbell.
Vissa behandlar den, tillsammans med Anas chlorotis, som en underart till Anas aucklandica.

## Status
Campbellkrickan är en mycket fåtalig fågel, men som ökar stadigt i antal. Från att tidigare ha kategoriserats som akut hotad nedgraderade internationella naturvårdsunionen IUCN dess hotstatus till starkt hotad 2011 och till sårbar 2020. Även om den ökar i antal är den fortfarande begränsad till endast två små bestånd. Skulle Campbell Island eller Whenua Hou drabbas av råttinvasion riskerar arten att återigen minska kraftigt mycket snabbt.